# Чемпіонат світу з боротьби 2023
Чемпіонат світу з боротьби 2023 пройшов з 16 по 24 вересня 2023 року в Белграді (Сербія). На змаганнях було розіграно 90 квот на Олімпійські ігри.

## Командний залік
| Місце | Чоловіки, вільний стиль | Чоловіки, вільний стиль | Чоловіки, греко-римська | Чоловіки, греко-римська | Жінки, вільний стиль   | Жінки, вільний стиль |
| Місце | Країна                  | Очки                    | Країна                  | Очки                    | Країна                 | Очки                 |
| ----- | ----------------------- | ----------------------- | ----------------------- | ----------------------- | ---------------------- | -------------------- |
| 1     | США                     | 148                     | Азербайджан             | 120                     | Японія                 | 195                  |
| 2     | Іран                    | 110                     | Іран                    | 102                     | США                    | 135                  |
| 3     | Грузія                  | 80                      | Туреччина               | 93                      | Монголія               | 80                   |
| 4     | Казахстан               | 74                      | Киргизстан              | 60                      | КНР                    | 65                   |
| 5     | Азербайджан             | 66                      | Узбекистан              | 50                      | Україна                | 59                   |
| 6     | Японія                  | 61                      | Куба                    | 73                      | Молдова                | 58                   |
| 7     | Вірменія                | 49                      | Вірменія Японія         | 45                      | Туреччина              | 55                   |
| 8     | Туреччина               | 42                      | Вірменія Японія         | 45                      | Киргизстан             | 47                   |
| 9     | Сербія                  | 40                      | Франція                 | 33                      | United World Wrestling | 39                   |
| 10    | Угорщина                | 37                      | Грузія                  | 32                      | Німеччина              | 35                   |

## Загальний медальний залік
*   Країна-господарка ( Сербія)
| Місце               | Країна                   | Золото | Срібло | Бронза | Загалом |
| ------------------- | ------------------------ | ------ | ------ | ------ | ------- |
| 1                   | Японія                   | 6      | 3      | 3      | 12      |
| 2                   | США                      | 4      | 3      | 7      | 14      |
| 3                   | Киргизстан               | 3      | 1      | 1      | 5       |
| 4                   | Азербайджан              | 2      | 5      | 0      | 7       |
| 5                   | Іран                     | 2      | 3      | 4      | 9       |
| –                   | Нейтральні атлети        | 2      | 2      | 2      | 6       |
| 6                   | Туреччина                | 2      | 1      | 4      | 7       |
| 7                   | Куба                     | 2      | 0      | 1      | 3       |
| 8                   | Грузія                   | 1      | 3      | 2      | 6       |
| 9                   | Угорщина                 | 1      | 2      | 0      | 3       |
| 10                  | Сербія*                  | 1      | 0      | 4      | 5       |
| 11                  | КНР                      | 1      | 0      | 3      | 4       |
| 12                  | Казахстан                | 1      | 0      | 2      | 3       |
| 13                  | Франція                  | 1      | 0      | 1      | 2       |
| 14                  | Бахрейн                  | 1      | 0      | 0      | 1       |
| 15                  | Монголія                 | 0      | 3      | 0      | 3       |
| 16                  | Вірменія                 | 0      | 1      | 4      | 5       |
| 16                  | Україна                  | 0      | 1      | 4      | 5       |
| 18                  | Молдова                  | 0      | 1      | 2      | 3       |
| 19                  | Пуерто-Рико              | 0      | 1      | 0      | 1       |
| 20                  | Болгарія                 | 0      | 0      | 3      | 3       |
| 21                  | Норвегія                 | 0      | 0      | 2      | 2       |
| 21                  | Узбекистан               | 0      | 0      | 2      | 2       |
| 23                  | Єгипет                   | 0      | 0      | 1      | 1       |
| 23                  | Албанія                  | 0      | 0      | 1      | 1       |
| 23                  | Еквадор                  | 0      | 0      | 1      | 1       |
| 23                  | Колумбія                 | 0      | 0      | 1      | 1       |
| 23                  | Нігерія                  | 0      | 0      | 1      | 1       |
| 23                  | Німеччина                | 0      | 0      | 1      | 1       |
| 23                  | Сан-Марино               | 0      | 0      | 1      | 1       |
| 23                  | Чехія                    | 0      | 0      | 1      | 1       |
| 23                  | Об'єднаний світ боротьби | 0      | 0      | 1      | 1       |
| Загалом (31 збірна) | Загалом (31 збірна)      | 30     | 30     | 60     | 120     |

## Медалісти

### Вільна боротьба
| Дисципліна | Золото                  | Срібло                      | Бронза                   |
| ---------- | ----------------------- | --------------------------- | ------------------------ |
| до 57 кг   | Стеван Мічич (SRB)      | Рей Хігуті (JPN)            | Арсен Арутюнян (ARM)     |
| до 57 кг   | Стеван Мічич (SRB)      | Рей Хігуті (JPN)            | Зелімхан Абакаров (ALB)  |
| до 61 кг   | Віто Аруджау (USA)      | Абасгаджі Магомедов         | Кодай Огава (JPN)        |
| до 61 кг   | Віто Аруджау (USA)      | Абасгаджі Магомедов         | Шота Фартенадзе (GEO)    |
| до 65 кг   | Ісмаїл Мусукаєв (HUN)   | Себастьян Рівера (PUR)      | Шаміль Мамедов           |
| до 65 кг   | Ісмаїл Мусукаєв (HUN)   | Себастьян Рівера (PUR)      | Вазген Теванян (ARM)     |
| до 70 кг   | Зейн Резерфорд (USA)    | Амір Мохаммад Яздані (IRI)  | Рамазан Рамазанов (BUL)  |
| до 70 кг   | Зейн Резерфорд (USA)    | Амір Мохаммад Яздані (IRI)  | Арман Андреасян (ARM)    |
| до 74 кг   | Заурбек Сідаков         | Кайл Дейк (USA)             | Хетік Цаболов (SRB)      |
| до 74 кг   | Заурбек Сідаков         | Кайл Дейк (USA)             | Даїті Такатані (JPN)     |
| до 79 кг   | Ахмед Усманов           | Владімері Гамкрелідзе (GEO) | Мохаммад Ноході (IRI)    |
| до 79 кг   | Ахмед Усманов           | Владімері Гамкрелідзе (GEO) | Василь Михайлов (UKR)    |
| до 86 кг   | Девід Тейлор (USA)      | Хассан Яздані (IRI)         | Майлс Амін (SMR)         |
| до 86 кг   | Девід Тейлор (USA)      | Хассан Яздані (IRI)         | Азамат Даулетбеков (KAZ) |
| до 92 кг   | Різабек Айтмухан (KAZ)  | Осман Нурмагомедов (AZE)    | Фейзулла Актюрк (TUR)    |
| до 92 кг   | Різабек Айтмухан (KAZ)  | Осман Нурмагомедов (AZE)    | Захід Валенсія (USA)     |
| до 97 кг   | Ахмед Тажудінов (BHR)   | Магомедхан Магомедов (AZE)  | Кайл Снайдер (USA)       |
| до 97 кг   | Ахмед Тажудінов (BHR)   | Магомедхан Магомедов (AZE)  | Гіві Мачарашвілі (GEO)   |
| до 125 кг  | Амір Хоссейн Заре (IRI) | Гено Петріашвілі (GEO)      | Таха Акгюль (TUR)        |
| до 125 кг  | Амір Хоссейн Заре (IRI) | Гено Петріашвілі (GEO)      | Мейсон Перріс (USA)      |

### Греко-римська боротьба
| Дисципліна | Золото                               | Срібло                            | Бронза                     |
| ---------- | ------------------------------------ | --------------------------------- | -------------------------- |
| до 55 кг   | Ельденіз Азізлі (AZE)                | Нугзарі Цурцумія (GEO)            | Пуя Дадмарз (IRI)          |
| до 55 кг   | Ельденіз Азізлі (AZE)                | Нугзарі Цурцумія (GEO)            | Джасурбек Ортікбоєв (UZB)  |
| до 60 кг   | Жоламан Шаршенбеков (KGZ)            | Кен'їтіро Фуміта (JPN)            | Цао Ліго (CHN)             |
| до 60 кг   | Жоламан Шаршенбеков (KGZ)            | Кен'їтіро Фуміта (JPN)            | Ісломжон Бахромов (UZB)    |
| до 63 кг   | Лері Абуладзе (GEO)                  | Мурад Мамедов (AZE)               | Енес Башар (TUR)           |
| до 63 кг   | Лері Абуладзе (GEO)                  | Мурад Мамедов (AZE)               | Георгій Тібілов (SRB)      |
| до 67 кг   | Луїс Орта (CUB)                      | Хасрат Джафаров (AZE)             | Мате Немеш (SRB)           |
| до 67 кг   | Луїс Орта (CUB)                      | Хасрат Джафаров (AZE)             | Мохаммед Реза Гераеї (IRI) |
| до 72 кг   | Ібрагім Гане (FRA)                   | Роберт Фріч (HUN)                 | Сельчук Джан (TUR)         |
| до 72 кг   | Ібрагім Гане (FRA)                   | Роберт Фріч (HUN)                 | Алі Арсалан (SRB)          |
| до 77 кг   | Санан Сулейманов (AZE)               | Акжол Махмудов (KGZ)              | Малхас Амоян (ARM)         |
| до 77 кг   | Санан Сулейманов (AZE)               | Акжол Махмудов (KGZ)              | Нао Кусака (JPN)           |
| до 82 кг   | Рафік Гусейнов (AZE)                 | Аліреза Мохмаді (IRI)             | Ауес Гонібов               |
| до 82 кг   | Рафік Гусейнов (AZE)                 | Аліреза Мохмаді (IRI)             | Ярослав Фільчаков (UKR)    |
| до 87 кг   | Алі Ченгіз (TUR) Давід Лошонці (HUN) | Золота нагорода в обох фіналістів | Жан Беленюк (UKR)          |
| до 87 кг   | Алі Ченгіз (TUR) Давід Лошонці (HUN) | Золота нагорода в обох фіналістів | Семен Новіков (BUL)        |
| до 97 кг   | Габрієль Росільо (CUB)               | Артур Алексанян (ARM)             | Артур Омаров (CZE)         |
| до 97 кг   | Габрієль Росільо (CUB)               | Артур Алексанян (ARM)             | Мохаммед Хаді Сараві (IRI) |
| до 130 кг  | Амін Мірзазаде (IRI)                 | Риза Каяалп (TUR)                 | Абделлатіф Мохамед (EGY)   |
| до 130 кг  | Амін Мірзазаде (IRI)                 | Риза Каяалп (TUR)                 | Оскар Піно (CUB)           |

### Жіноча боротьба
| Дисципліна | Золото                   | Срібло                       | Бронза                        |
| ---------- | ------------------------ | ---------------------------- | ----------------------------- |
| до 50 кг   | Юї Сусакі (JPN)          | Долгорявин Отгонжаргал (MGL) | Фен Цзиці (CHN)               |
| до 50 кг   | Юї Сусакі (JPN)          | Долгорявин Отгонжаргал (MGL) | Сара Гільдебрандт (USA)       |
| до 53 кг   | Акарі Фуджінамі (JPN)    | Ванесса Колодинська          | Луція Єпес (ECU)              |
| до 53 кг   | Акарі Фуджінамі (JPN)    | Ванесса Колодинська          | Антім Пангхал                 |
| до 55 кг   | Харуна Окуно (JPN)       | Джакарра Вінчестер (USA)     | Маріанна Драгутан (MDA)       |
| до 55 кг   | Харуна Окуно (JPN)       | Джакарра Вінчестер (USA)     | Настасья Блайвас (GER)        |
| до 57 кг   | Цугумі Сакурай (JPN)     | Анастасія Нікіта (MDA)       | Одунайо Адекуороє (NGR)       |
| до 57 кг   | Цугумі Сакурай (JPN)     | Анастасія Нікіта (MDA)       | Гелен Маруліс (USA)           |
| до 59 кг   | Чжан Кі (CHN)            | Юлія Ткач (UKR)              | Дженніфер Пейдж Роджерс (USA) |
| до 59 кг   | Чжан Кі (CHN)            | Юлія Ткач (UKR)              | Отелі Геє (NOR)               |
| до 62 кг   | Айсулуу Тинибекова (KGZ) | Сакура Мотокі (JPN)          | Грейс Буллен (NOR)            |
| до 62 кг   | Айсулуу Тинибекова (KGZ) | Сакура Мотокі (JPN)          | Ірина Коляденко (UKR)         |
| до 65 кг   | Нонока Озакі (JPN)       | Мейсі Кілті (USA)            | Мімі Христова (BUL)           |
| до 65 кг   | Нонока Озакі (JPN)       | Мейсі Кілті (USA)            | Лілі Лілі (CHN)               |
| до 68 кг   | Бусе Тосун (TUR)         | Енхсайхани Делгермаа (MGL)   | Кумба Ларрок (FRA)            |
| до 68 кг   | Бусе Тосун (TUR)         | Енхсайхани Делгермаа (MGL)   | Ірина Рінгач (MDA)            |
| до 72 кг   | Аміт Елор (USA)          | Даваанасан Енх Амар (MGL)    | Жаміля Бакбергенова (KAZ)     |
| до 72 кг   | Аміт Елор (USA)          | Даваанасан Енх Амар (MGL)    | Міва Морікава (JPN)           |
| до 76 кг   | Юка Кагамі (JPN)         | Айпері Медет-кизи (KGZ)      | Тетяна Рентерія (COL)         |
| до 76 кг   | Юка Кагамі (JPN)         | Айпері Медет-кизи (KGZ)      | Аделіна Грей (USA)            |

## Виступ українських спортсменів

### Вільна боротьба
| Спортсмен                                     | Вагова категорія | Раунд 1/32         | Раунд 1/16         | Раунд 1/8          | Чвертьфінал        | Півфінал Втішний поєдинок | Фінал Третє місце  | Фінал Третє місце |
| Спортсмен                                     | Вагова категорія | Суперник Результат | Суперник Результат | Суперник Результат | Суперник Результат | Суперник Результат        | Суперник Результат | Місце             |
| --------------------------------------------- | ---------------- | ------------------ | ------------------ | ------------------ | ------------------ | ------------------------- | ------------------ | ----------------- |
| Каміль Керимов Харківська область             | до 57 кг         |                    |                    |                    |                    |                           |                    |                   |
| Валентин Блясецький Івано-Франківська область | до 61 кг         |                    |                    |                    |                    |                           |                    |                   |
| Ерік Арушанян Херсонська область              | до 65 кг         |                    |                    |                    |                    |                           |                    |                   |
| Ігор Никифорук Івано-Франківська область      | до 70 кг         |                    |                    |                    |                    |                           |                    |                   |
| Тимур Гудима Львівська область                | до 74 кг         |                    |                    |                    |                    |                           |                    |                   |
| Василь Михайлов Одеська область               | до 79 кг         |                    |                    |                    |                    |                           |                    |                   |
| Владислав Прус Київ                           | до 86 кг         |                    |                    |                    |                    |                           |                    |                   |
| Денис Сагалюк Івано-Франківська область       | до 92 кг         |                    |                    |                    |                    |                           |                    |                   |
| Муразі Мчедлідзе Дніпропетровська область     | до 97 кг         |                    |                    |                    |                    |                           |                    |                   |
| Олександр Хоцянівський Донецька область       | до 125 кг        |                    |                    |                    |                    |                           |                    |                   |

### Греко-римська боротьба
| Спортсмен                                 | Вагова категорія | Раунд 1/32                       | Раунд 1/16                        | Раунд 1/8                         | Чвертьфінал Втішний поєдинок        | Півфінал Втішний поєдинок                 | Фінал Третє місце                     | Фінал Третє місце |
| Спортсмен                                 | Вагова категорія | Суперник Результат               | Суперник Результат                | Суперник Результат                | Суперник Результат                  | Суперник Результат                        | Суперник Результат                    | Місце             |
| ----------------------------------------- | ---------------- | -------------------------------- | --------------------------------- | --------------------------------- | ----------------------------------- | ----------------------------------------- | ------------------------------------- | ----------------- |
| Корюн Саградян Вінницька область          | до 55 кг         | Н/Д                              | Уміт Дурдієв (TKM) Перемога 7-5   | Марлан Мукашев (KAZ) Поразка 0-8  | Завершив виступ                     | Завершив виступ                           | Завершив виступ                       | 11                |
| Віктор Петрик Київська область            | до 60 кг         | Н/Д                              | Гліб Макаренко Поразка 1-2        | Завершив виступ                   | Завершив виступ                     | Завершив виступ                           | Завершив виступ                       | 30                |
| Олександр Грушин Київська область         | до 63 кг         | Н/Д                              | Аламусі (CHN) Перемога 4-1        | Дастан Кадиров (KGZ) Перемога 8-0 | Лері Абуладзе (GEO) Поразка 1-1     | Енес Башар (TUR) Поразка 0-8              | Завершив виступ                       | 7                 |
| Правіз Насібов Запорізька область         | до 67 кг         | Н/Д                              | Мурат Фірат (TUR) Поразка 1-8     | Завершив виступ                   | Завершив виступ                     | Завершив виступ                           | Завершив виступ                       | 31                |
| Артур Політаєв Київська область           | до 72 кг         | Н/Д                              | Даніал Сохрабі (IRI) Поразка 2-8  | Завершив виступ                   | Завершив виступ                     | Завершив виступ                           | Завершив виступ                       | 17                |
| Дмитро Васецький Дніпропетровська область | до 77 кг         | Йосваніс Пенья (CUB) Поразка 1-3 | Завершив виступ                   | Завершив виступ                   | Завершив виступ                     | Завершив виступ                           | Завершив виступ                       | 33                |
| Ярослав Фільчаков Харківська область      | до 82 кг         | Н/Д                              | Н/Д                               | Ян Се Джін (KOR) Перемога 9-0     | Аліреза Мохмаді (IRI) Поразка 1-4   | Бранко Ковачевич (SRB) Перемога 9-0       | Міхаїл Браду (MDA) Перемога 1-1       | 3                 |
| Жан Беленюк Полтавська область            | до 87 кг         | Н/Д                              | Зак Браунагель (USA) Перемога 5-1 | Алі Ченгіз (TUR) Поразка 1-3      | Тоні Метсомакі (FIN) Перемога 5-1   | Жалгасбай Бердимуратов (UZB) Перемога 5-3 | Нурсултан Турсинов (KAZ) Перемога 7-2 | 3                 |
| Сергій Омелін Дніпропетровська область    | до 97 кг         | Н/Д                              | Міхаїл Каджая (SRB) Поразка 1-5   | Завершив виступ                   | Завершив виступ                     | Завершив виступ                           | Завершив виступ                       | 30                |
| Михайло Вишнивецький Харківська область   | до 130 кг        | Н/Д                              | Шота Окумура (JPN) Перемога 5-1   | Амін Мірзазаде (IRI) Поразка 1-2  | Едуард Согомонян (BRA) Перемога 9-6 | Ромас Фрідрікас (LTU) Поразка 0-8F        | Завершив виступ                       | 7                 |

### Жіноча боротьба
| Спортсмен                            | Вагова категорія | Раунд 1/16                             | Раунд 1/8                             | Чвертьфінал                               | Півфінал Втішний поєдинок                   | Фінал Третє місце               | Фінал Третє місце |
| Спортсмен                            | Вагова категорія | Суперник Результат                     | Суперник Результат                    | Суперник Результат                        | Суперник Результат                          | Суперник Результат              | Місце             |
| ------------------------------------ | ---------------- | -------------------------------------- | ------------------------------------- | ----------------------------------------- | ------------------------------------------- | ------------------------------- | ----------------- |
| Оксана Лівач Львівська область       | до 50 кг         | Анна Лукасяк (POL) Перемога 2-1        | Нілам Нілам Поразка 4-6               | Завершила виступ                          | Завершила виступ                            | Завершила виступ                | 15                |
| Лілія Горішна Волинська область      | до 53 кг         | Крістіана Огунсанія (NGR) Поразка 1-4  | Завершила виступ                      | Завершила виступ                          | Завершила виступ                            | Завершила виступ                | 26                |
| Марія Винник Чернівецька область     | до 55 кг         | Н/Д                                    | Катерина Полєщук Перемога 2-1         | Джакарра Вінчестер (USA) Поразка 1-11     | Неха Шарма Поразка 4-7                      | Завершила виступ                | 10                |
| Аліна Грушина Київська область       | до 57 кг         | Бат-Очирин Болортуяа (MGL) WD          | Завершила виступ                      | Завершила виступ                          | Завершила виступ                            | Завершила виступ                | 30                |
| Юлія Ткач Львівська область          | до 59 кг         | Н/Д                                    | Анастасія Сідєльнікова Перемога 5F-4  | Отельє Хоє (NOR) Перемога 5-0             | Елена Бруггер (GER) Перемога 2F-0           | Чжан Кі (CHN) Поразка 1-4       | 2                 |
| Ірина Коляденко Київська область     | до 62 кг         | Вероніка Іванова Перемога 6-4          | Йоханна Ліндборг (SWE) Перемога 10-0  | Айсулуу Тинибекова (KGZ) Поразка 2-2      | Маріана Кердівара-Єшану (MDA) Перемога 10-0 | Луїза Німеш (GER) Перемога 10-0 | 3                 |
| Оксана Кухта Закарпатська область    | до 65 кг         | Н/Д                                    | Ірина Казюліна (KAZ) Перемога 13-2    | Тетяна Павлова Поразка 1-4F               | Завершила виступ                            | Завершила виступ                | 7                 |
| Тетяна Ріжко Херсонська область      | до 68 кг         | Ганна Садченко Перемога 2F-0           | Меерім Жуманазарова (KGZ) Поразка 2-5 | Завершила виступ                          | Завершила виступ                            | Завершила виступ                | 11                |
| Манола Скобельська Львівська область | до 72 кг         | Н/Д                                    | Далма Канева (ITA) Перемога 10-0      | Кендра Даше (FRA) Поразка 4-9             | Завершила виступ                            | Завершила виступ                | 8                 |
| Анастасія Алпєєва Волинська область  | до 76 кг         | Світлана Охазанова (UZB) Перемога 5F-2 | Синтія Вескан (FRA) Перемога 5-0      | Мілайміс Марін Потрілль (CUB) Поразка 2-6 | Завершила виступ                            | Завершила виступ                | 7                 |